# Kemenesmihályfa megállóhely
Kemenesmihályfa megállóhely egy Vas vármegyei vasúti megállóhely Kemenesmihályfa településen, a helyi önkormányzat üzemeltetésében. A település lakott területének délnyugati szélén helyezkedik el, közvetlenül a 8453-as út vasúti keresztezése mellett, attól keletre.

## Vasútvonalak
A megállóhelyet az alábbi vasútvonalak érintik:
- Székesfehérvár–Szombathely-vasútvonal

## Kapcsolódó állomások
A megállóhelyhez az alábbi állomások vannak a legközelebb:
- Celldömölk vasútállomás (Székesfehérvár–Szombathely-vasútvonal)
- Nagysimonyi megállóhely (Székesfehérvár–Szombathely-vasútvonal)

## Forgalom
| Járat            | Útvonal | Gyakoriság   |
| ---------------- | --- | ------------ |
| személyvonat     | Celldömölk – Kemenesmihályfa – Nagysimonyi – Ostffyasszonyfa – Sárvár – Porpác – Vép – Szombathely | Napi 5 pár   |
| személyvonat     | Veszprém – Márkó – Herend – Szentgál – Városlőd – Városlőd-Kislőd – Ajka – Ajka-Gyártelep – Devecser – Somlóvásárhely – Tüskevár – Karakószörcsök – Kerta – Boba – Nemeskocs – Celldömölk – Kemenesmihályfa – Nagysimonyi – Ostffyasszonyfa – Sárvár – Porpác – Vép – Szombathely | Napi 3-4 pár |
| Bakony InterCity | Budapest-Déli – Budapest-Kelenföld – Székesfehérvár – Várpalota – Pétfürdő – Öskü – Hajmáskér – Veszprém – Ajka – Devecser – Somlóvásárhely – Karakószörcsök – Boba – Celldömölk – Kemenesmihályfa – Nagysimonyi – Ostffyasszonyfa – Sárvár – Porpác – Vép – Szombathely          | Napi 1 pár   |